# Paulo Emílio (voleibolista)
Paulo Emílio Silva Azevedo (Salvador, 14 de dezembro de 1969) é um ex-voleibolista indoor brasileiro, que atuou como atleta de voleibol de praia conquistando a medalha de bronze na primeira edição do Campeonato Mundial de Vôlei de Praia em 1997 nos Estados Unidos, além de disputar as edições de 1999 na França e a de 2003 no Brasil.Foi terceiro colocado no Circuito Mundial correspondente a temporada de 1997 e medalhista de prata na edição dos Jogos Pan-Americanos de 2003 na República Dominicana.Também atuou como Auxiliar Técnico no vôlei de praia.

## Carreira
Em meados de 1989 já iniciava no vôlei de praia, considerado um dos pioneiros da modalidade, passou a formar dupla com Paulão , juntos disputaram a etapa do Aberto do Rio de Janeiro em 1990 finalizando na décima quinta colocação.
Ao lado de Paulão, tornou-se a primeira dupla campeã do Circuito Brasileiro Banco do Brasil em 1991, na época aberta apenas na variante masculina e apenas com cinco etapas: Fortaleza, Natal, João Pessoa, Recife e Salvador, sendo campeões da etapa de Natal no referido circuito, e neste mesmo ano foram campeões do Circuito Sul-Americano de Vôlei de Praia. No Circuito Mundial de 1991-92 alcançou com Paulão o vice-campeonato da etapa do Rio de Janeiro.
Pelo Circuito Brasileiro de 1992 conquistou o título da etapa de Niterói  com Paulão e disputou com este quatro etapas do Circuito Mundial 1992-93 obtendo: nono lugar no Aberto do Rio de Janeiro, sétimo lugar o Aberto de Almeria e os títulos nos Abertos de Lignano e Enoshima, sendo eleito o Melhor Jogador da temporada, foram os vice-campeões da temporada.
No período esportivo de 1993-94 disputou apenas uma etapa do Circuito Mundial com Zé Marco e obtiveram o bronze no Aberto do Rio de Janeiro.Com este jogador disputou também etapas do Circuito Banco do Brasil de 1993, conquistando o título da etapa de Belo Horizonte e da etapa de Florianópolis, finalizaram com bronze ao final de todo circuito.
Com Zé Marco conquistou conquistou o bicampeonato no Circuito Sul-Americano de 1994 e iniciou o Circuito Mundial 1994-95 ao lado dele e finalizaram nas duas etapas juntos na vigésima quarta posição no Aberto de Marseille e o quinto lugar no Aberto de Fortaleza e na última etapa que disputou foi ao lado de Paulão, mas encerram com o décimo sétimo lugar no Aberto do Rio de Janeiro.Já no Circuito Brasileiro de 1994 atuou com Zé Marco na conquista dos títulos da  etapa de Fortaleza, da etapa de Natal, da etapa de Salvador, da etapa de João Pessoa, e também da etapa de Maceió e na etapa final de Santos foram vice-campeões, obtendo no geral o terceiro lugar novamente em todo circuito. E nesta temporada obteve o tricampeonato no Circuito Sul-Americano de 1995.
Retomou a parceria com Paulão nas etapas do Circuito Mundial 1995-96 e ocuparam a trigésima terceira posição nos Abertos de Berlim, Ostende e Fortaleza,  também encerram na vigésima quinta colocação no Aberto do Rio de Janeiro, nono lugar nos Abertos de Marbella, Hermosa  e Tenerife, sétima posição no Aberto de La Baule, quarta colocação nos Abertos de Marseille, Espinho e Cidade do Cabo, mas obtiveram o título do Aberto de Lignano.Com Paulão também conquistou os títulos das etapas  do Circuito Brasileiro Banco do Brasil de 1995 em Belo Horizonte, em Campo Grande e em Brasília e sagraram-se vice-campeões de todo circuito na pontuação geral.
Em mais uma jornada com Paulão competiram novamente em etapas do Circuito Mundial de 1996, quando finalizou na trigésima terceira posição na Série Mundial de Marbella, na nona colocação nas Séries Mundiais de Hermosa, Marseille, Tenerife e Jacarta; juntos alcançaram ainda o sétimo lugar na Série Mundial de Berlim e no Grand Slam de Espinho, o quinto lugar nas Séries Mundiais de Alanya e Fortaleza, a quarta colocação na Série Mundial de Lignano e no Grand Slam de Pornichet, além do título da Série Mundial de João Pessoa. Neste mesma ano, com a mesma parceria, Paulo Emílio obteve pelo Circuito Banco do Brasil de 1996 o título das etapas de Recife e também na de Brasília, ao final conquistando o título geral do Circuito Brasileiro Banco do Brasil de 1996.
No Circuito Mundial de 1997 continuou competindo ao lado de Paulão, ocupando a nona posição nos Grand Slams do Rio de Janeiro e Espinho, mesma colocação alcançada nos Abertos de Marseille e Lignano, e ficaram na quinta posição nos Abertos de Fortaleza e Tenerife, no quarto lugar no Aberto de Berlim, disputaram a primeira edição do Campeonato Mundial de Vôlei de Praia de 1997 em Los Angeles, conquistando a medalha de bronze, mesmo posto obtido nos Abertos de Ostende e Klagenfurt, completando os resultados com o título do Aberto de Alanya,ocasião que ficou o terceiro lugar na pontuação geral do circuito.
Em 1998 abre o Circuito Mundial deste ano ao lado de Paulão e conquistaram o décimo sétimo lugar no Aberto de Lignano, o nono lugar nos Abertos de Toronto e Ostende, o sétimo lugar nos Abertos de Berlim e Espinho, o quinto lugar no Aberto de Moscou, a quarta colocação nos Abertos de Klagenfurt e Marseille e o vice-campeonato  no Aberto de Mar del Plata e conquistaram mais um título do Circuito Sul-Americano em 19981998; nesta temporada disputou uma etapa ao lado de Eduardo Garrido conquistando o quinto lugar no Aberto do Rio de Janeiro e também compos dupla com campeão olímpico no voleibol  indoor Carlão, mas finalizaram na décima terceira posição no Aberto de Vitória.
Com Carlão também disputou o Circuito Banco do Brasil de 1999, parceria durou apenas seis meses, após este jogador afastar-se por lesão, chegando com o mesmo a participar de participou de Jogos de Exibição nos Emirados Árabes e Desafios de quartetos entre Brasil–Argentina e Brasil-Estados Unidos e foi o vice-campeão da disputa do título do Rei da Praia de 1999.
Ainda em 1999 chegou a competir com Carlão pelo Circuito Mundial, foi no Aberto de Acapulco, quando finalizou na trigésima terceira posição, em seguida jogou ao lado de Fred Souza na quadragésima primeira colocação na edição do Campeonato Mundial de Vôlei de Praia de 1999 na cidade de Marseille, França, além dos trigésimos terceiros lugares nos Abertos de Stavanger e Lignano, voltando a jogar com Eduardo Garrido]] no Aberto de Vitória, ocasião do décimo terceiro lugar.
No ano de 2000, com Eduardo Garrido, participou de dez etapas do Circuito da AVP (Associação de Vôlei Profissional Americana) ou AVP Pro Beach Tour, alcançando a vigésima quinta posição na etapa de Seal Beach, a decimal sétima posição na etapa de Santa Bárbara (Califórnia), os nono lugares nas etapas de Santa Cruz (Califórnia),Hermosa Beach, Huntington Beach, Virginia Beach, Belmar (Nova Jérsei), as sétimas colocações nas etapas de Chicago e Muskegon e a quinta colocação em Manhattan Beach (Califórnia). No Circuito Mundial de 2000 disputou duas etapas com Eduardo Garrido, finalizando na trigésima terceira posição no Grand Slam de Chicago e no décimo terceiro lugar no Aberto do Guarujá; já formando dupla com Pará finalizou na nona posição de no Aberto de Vitória.
Na edição do ano de 2000 do Circuito Brasileiro, jogou também com Eduardo Garrido, obtendo o título da etapa de Natal, de Fortaleza; com Pará conquistou o título da etapa de Florianópolis.
Já na jornada de 2001 jogou duas etapas do Circuito Mundial a lado de Fred, finalizando na quadragésima primeira posição no Aberto de Gstaad e o trigésimo terceiro ligar no Aberto de Tenerife; também conquistou o sétimo lugar no Aberto de Vitória, desta vez jogando com Dagoberto“Juca”. Com Fred Souza disputou também as etapas do Circuito Brasileiro de 2001, conquistando mais um título da etapa de Brasília sendo vice-campeões na etapa de Curitiba e campeões na etapa de São José Rio Preto e indicado em duas categorias para a premiação individual do Circuito Brasileiro, no levantamento e recepção e foi eleito como Melhor Recepção de 2001.
Retomou a parceria com Paulão, disputaram cinco etapas do Circuito Mundial de 2002, quando finalizaram: na quinquagésima sétima colocação nos Abertos de Stavanger e Cádis, o quadragésimo primeiro posto nos Abertos de Berlim e Gstadd, tendo como melhor resultado o quinto lugar no Aberto de Fortaleza.Nesta temporada disputaram a etapa de Campos dos Goitacazes do Circuito Sul-Americano de Vôlei de Praia de 2002, na  arena da Praia do Farol de São Tomé.
No período seguinte competiu com Paulão novamente, e obteve pelo Circuito Mundial de 2003: o décimo sétimo lugar no Aberto de Gstaad, o nono lugar no Grand Slam de Berlim e não se classificaram nos Abertos de Stavanger e Rodes, já a etapa do Grand Slam de Marseille jogou com Pedro Grael alcançando o nono lugar; também jogou com Luizão e finalizaram na décima sétima posição, mesmo posto obtido  também na edição do Campeonato Mundial de Vôlei de praia de 2003, realizado no Rio de Janeiro, desta vez foi ao lado de Fábio Luiz.
Ainda em 2003 atuando com Paulão conquistou a qualificação para edição dos Jogos Pan-Americanos de Santo Domingo, na República Dominicana e as vésperas da referida edição, seu parceiro machucou o ombro, sendo substituído por Luizão Correa, conquistando com este a medalha de prata. Pelo Circuito Brasileiro de Vôlei de Praia de 2003 foi premiado como a Melhor Recepção do circuito.
Voltou na temporada 2004 a formar dupla com Fábio Luiz, e no Circuito Mundial, não conseguiu classificação nos Grand Slams de Klagenfurt e Marseille, vigésima quinta posição do Grand Slam de Berlim, décimo sétimo colocado no Aberto de Salvador décimo terceiro colocado no  Aberto de Gstaad, nono no Aberto de Stare Jablonki , quinto no Aberto do Rio de Janeiro e o bronze no Aberto de Mallorca; e com ele alcançou pelo Circuito Brasileiro de 2004 o título da etapa de Brasileira, de Londrina e Rondonópolis, e finalizaram na pontuação geral na quarta colocação.
Em sua última jornada pelo Circuito Mundial em 2005, passou a compor parceria com Moisés Santos, obtendo os quintos lugares na Etapa Challenger de Rimini, Roseto degli Abruzzi  e Cagliaril a Etapa Satélite de Lausana conquistou o bronze e  não se classificou ao lado de Fred Souza no Aberto de Salvador.Com Fred avançou as semifinais da etapa de Natal do Circuito Brasileiro de 2005, mas abandonou a disputa devido a dores no joelho e sagraram-se campeões na etapa de Maceió e recebeu o prêmio de Melhor Recepção do Circuito Brasileiro de Vôlei de Praia.
No ano de 2006 confirmou sua parceria com Moisés Santos, com quinze anos de carreira, 21 medalhas de ouro, 15 de pratas e 18 de bronze, e buscava o quinquagésimo pódio em edições pelo Circuito Brasileiro Banco do Brasil e também 800 partidas e buscava alcançar a quingentésima  vitória pelo mesmo circuito na etapa de Recife deste ano, e fazia dupla com Moisés Santos na temporada; também disputou na temporada um qualifying para etapa de Curitiba ao lado de Jefferson Bellaguarda.
Com Moisés Santos competiu no Circuito Banco do Brasil de 2007.
Continuou atuando com Moisés Santos na temporada de 2008, alcançando o quarto lugar na etapa de Cáceres pelo Circuito Brasileiro Banco do Brasil e o vice-campeonato na etapa de Foz do Iguaçu, também jogou ao lado do conterrâneo Tiago Santos e foi um dos três indicados para o prêmio Melhor Recepção de todo o Circuito.
O ano de 2009 marcou sua despedida como jogador de vôlei de praia,  no Circuito Estadual Banco do Brasil disputou o qualifying para etapa de alagoana na cidade de Marechal Deodoro ao lado do seu conterrâneo Yuri Rodrigues projetando sua aposentadoria na jornada.
E foi em Salvador, sua terra natal, que ele escolheu para encerrar sua carreira de atleta profissional, ao lado de Moisés, mesmo com uma derrota, pesou sua vitoriosa carreira na modalidade e recebeu das mãos de Ary da Silva Graça Filho, na época Presidente da Confederação Brasileira de Voleibol, em conjunto com Hércules Pimenta, Presidente da Federação Baiana de Voleibol, uma placa de reconhecimento e agradecimento por sua contribuição através das conquistas de sua carreira, mas ingressou como Auxiliar Técnico dos principais jogadores de vôlei de praia da Bahia que cometiam no mencionado circuito, sendo quem em 2010 trabalhava na comissão técnica com a dupla Moisés Santos e Giuliano"Xuxo".
Na cidade de Jacobina, na manhã de 23 de dezembro de 2014, envolveu-se em um grave acidente automobilístico  na BR 324, estava ao lado de sua esposa Tatiana Sampaio (na época 45 anos) e seus dois filhos , um de 16 anos e outra de cinco anos, então quatro veículos colidiram, deixando feridas seis pessoas, sendo que sua filha caçula entre os familiares estava com gravidade de ferimentos e foi removida via UTI móvel, da mesma forma que outro envolvido no acidente  foi transportado devido a fratura grave ocorrida em uma das pernas.

## Títulos e resultados
- Etapa do Aberto de Alanya:1997[1]
- Etapa da Série Mundial de João Pessoa:1996[1]
- Etapa do Lignano do Rio de Janeiro:1992-93,[1]1995-96[1]
- Etapa do Enoshima do Rio de Janeiro:1992-93[1]
- Etapa do Aberto de Mar del Plata:1998[1]
- Etapa do Aberto do Rio de Janeiro:1991-92[1]
- Etapa Satélite de Lausana:2005[1]
- Etapa do Aberto de Mallorca:2004[1]
- Etapa do Aberto do Rio de Janeiro:1993-94[1]
- Etapa do Aberto de Klagenfurt:1997[1]
- Etapa do Aberto de Ostende:1997[1]
- Etapa do Aberto de Klagenfurt:1998[1]
- Etapa do Aberto de Marseille:1998[1]
- Etapa do Aberto de Berlim:1997[1]
- Etapa da Série Mundial de Lignano:1996[1]
- Etapa do Grand Slam de Pornichet:1996[1]
- Etapa do Aberto da Cidade do Cabo:1995-96[1]
- Etapa do Aberto de Marseille:1995-96[1]
- Etapa do Aberto de Espinho:1995-96[1]
- Circuito Sul-Americano de Voleibol de Praia:1991,[8] 1994,[8] 1995[8] e 1998[8]
- Etapa de Campos dos Goitacazes do Circuito Sul-Americano de Vôlei de Praia:2002[57]
- Circuito Brasileiro Banco do Brasil:1991,[8]1996[8]
- Circuito Brasileiro Banco do Brasil:1995[28]
- Circuito Brasileiro Banco do Brasil:1993,[13]1994[23]
- Circuito Brasileiro Banco do Brasil:2004[68]
- Etapa de Brasília do Circuito Brasileiro Banco do Brasil:1995,[26][27] 1996,[24][27] 2001,[24][27] 2004[24][27]
- Etapa de Natal do Circuito Brasileiro Banco do Brasil:1991,[5]1994,[5] 2000[5]
- Etapa de Maceió do Circuito Brasileiro Banco do Brasil:1994,[20]2005[71]
- Etapa de Recife do Circuito Brasileiro Banco do Brasil:1996[31]
- Etapa de Fortaleza do Circuito Brasileiro Banco do Brasil:1994,[15] 2000[15]
- Etapa de Florianópolis do Circuito Brasileiro Banco do Brasil:1993,[12] 2000[12]
- Etapa de Belo Horizonte do Circuito Brasileiro Banco do Brasil:1993,[11]1995[11]
- Etapa de São José Rio Preto do Circuito Brasileiro Banco do Brasil:2001[51]
- Etapa de Londrina do Circuito Brasileiro Banco do Brasil:2004[67]
- Etapa de Rondonópolis do Circuito Brasileiro Banco do Brasil:2004[24][27]
- Etapa de Campo Grande do Circuito Brasileiro Banco do Brasil:1995[24]
- Etapa de Salvador do Circuito Brasileiro Banco do Brasil:1994[17]
- Etapa de João Pessoa do Circuito Brasileiro Banco do Brasil:1994[19]
- Etapa de Niterói do Circuito Brasileiro Banco do Brasil:1992[9]
- Etapa de Foz do Iguaçu do Circuito Brasileiro Banco do Brasil:2008[81]
- Etapa de Niterói do Circuito Brasileiro Banco do Brasil:2001[50]
- Etapa de Santos do Circuito Brasileiro Banco do Brasil:1994[22]
- Etapa de Cáceres do Circuito Brasileiro Banco do Brasil:2008[81]

## Premiações individuais
- Melhor Recepção do Circuito Brasileiro Banco do Brasil de 2005[72]
- Melhor Recepção do Circuito Brasileiro Banco do Brasil de 2003[65]
- Melhor Recepção do Circuito Brasileiro Banco do Brasil de 2001[55]
- Vice-campeão do Torneio Rei da Praia de 1999[45]
- Melhor Jogador do Circuito Mundial de Voleibol de Praia de 1992-93[8]